# Епархия Сюаньхуа
Епархия Сюаньхуа (лат. Dioecesis Siüenhoavensis, кит.  中文: 宣化) — епархия Римско-Католической Церкви, уезд Сюаньхуа, городской округ Чжанцзякоу, провинция Хэбэй, Китай. Епархия Синтай входит в пекинскую архиепархию.

## История
10 мая 1926 года Римский папа Пий XI издал бреве «Expedit», которой учредил апостольский викариат Сюаньхуафу, выделив его из пекинской епархии.
11 апреля 1946 года Римский папа Пий XII издал буллу «Quotidie Nos», которой преобразовал апостольский викариат Сюаньхуафу в епархию Сюаньхуа.

## Ординарии епархии
- епископ Philip Zhao Huai-yi (10.05.1926 г. — 14.10.1927 г.) — апостольский викарий Апостольского викариата Сюаньхуафу;
- епископ Peter Cheng You-you (28.03.1928 г. — 35.08.1935 г.) — апостольский викарий Апостольского викариата Сюаньхуафу;
- епископ Joseph Zhang Run-bo (11.04.1946 г. — 20.11.1947 г.) — ординарий епархии Сюаньхуа;
- епископ Peter Wang Mu-duo (8.01.1948 г. — 1959 г.) — ординарий епархии Сюаньхуа;
- c 1959 года по настоящее время кафедра вакантна.